# 白約翰
白約翰（英語：John Hyndley Gilbert Baker，1910年—1986年4月29日）是1966年至1980年聖公會港澳教區主教。
白約翰是由1920年代到二戰期間英國聖公會差會 (CMS)的中國傳教士。他在1935年由英國來港，後轉往內地其他地方服侍。

## 生平
白約翰是第一個在香港被選舉的主教。1966年何明華會督行將退休的時候，港澳教區的教區議會，便選出了在1957至1962年間擔任南非開普敦大主教（Archbishop of Cape Town），之後回英國在西敏寺擔任法政的杜百鄰（Joost De Blank）擔任港澳教區主教，只可惜他後來因病無法來港履任，當時的教區議會才再選出於道風山基督教研究中心當主任的白約翰牧師擔任教區主教。
白約翰還經普世聖公宗咨議會（ACC）的批准祝聖全球第一位「合法的」聖公會女牧師。1971年2月，普世聖公宗咨議會在肯尼亞利穆魯舉行第一次會議，每個教省派出一位主教、一位牧師，一位男平信徒和一個位平信徒觀察員......
以微弱多數，普世聖公宗咨議會通過第28號決議，證實「問題的協調婦女是一項緊迫的問題」，並說如果港澳主教決定祝聖女牧師，「此會議將接受他的行動」。1971年11月28日，白約翰祝聖黃羨雲及英國聖公會差會 (CMS)傳教士班佐時（Joyce Bennett）成為牧師。前任會督何明華曾祝聖的第一個「非法的」女牧師－李添嬡。
他作主教期間，白約翰知道已改造過會督府併入住所，因為何明華會督已選擇住在道風山上的一間小屋。
他能說一口流利的英語和廣東話，再加上一些普通話，白約翰曾任教廣州的嶺南大學和上海的聖約翰大學。他之前到戰爭期間還四處在中國傳教，當時的廣州被日本淪陷。後來他經過滇緬公路不得不離開中國到達美國娶一位中國傳教士為妻，育有一子一女。
元朗的聖公會白約翰會督中學是以他的名字命名。

## 書目
- Flowing Ways - Our life in China